# 玄学
玄学（げんがく、Neo-Daoism）とは、中国の魏晋南北朝時代に隆盛を誇った哲学思潮。本来は「三玄の書」と称せられた『易経』『老子』『荘子』の解釈をする学問であったが、他の儒教の経典の解釈やその他派生する問題についての議論・著作へと発展した。
「玄」とは『老子』にある「玄之又玄」に由来する言葉で、暗くて目には映りにくいものを指す。
魏の正始年間に活躍した何晏や王弼らによってその基礎が築かれた。彼らは「無＝道」は万物の本源であり、政治は無為をもって治めるのが良いと主張し、名教は自然から生まれ、名分や尊卑は道から生まれたとした。
続く阮籍・嵆康らは儒家的価値を批判して老荘思想を重視して、名教を越えて自然に任せることを理想として、礼儀作法を無視したことで知られている。
晋の永嘉年間には向秀・郭象が現れ、礼法名教や富貴貴賤は天理の自然から生じたもので人は自然に任せて分に安んじることで己を守るべきであると主張した。特に後者の著した『荘子注』は先行する思想を総括した当時の玄学の到達点を示すものとして後世に影響を与えた。
続く南朝の諸王朝でも玄学は隆盛し、晋を継承した宋の明帝は玄学を儒学・文学・史学と並ぶ「四科」とした。しかし、張湛による『列子』注解の著作はあったものの、玄学そのものを発展させるような新たな見地は登場せず、前代からの論点を議論し続けるだけであった。また、仏教が本格的に中国に伝わると、仏教の教義を玄学的に解釈することで受容されていったが、玄学と仏学の合流は結果的には仏教の隆盛と共に玄学の衰退をもたらすことになった。